# Пражки кръг
Пражки кръг (на немски: Prager Kreis) е група немскоезични писатели в Прага от края на XIX в. до 1918 г., когато се разпада Австро-Унгарската империя.
Понятието е създадено през 1966 г. от писателя Макс Брод. Той различава по-тесен Пражки кръг, в който участват Франц Кафка, Феликс Велч, Лудвиг Виндер, Оскар Баум и самият Макс Брод. Към по-широкия кръг причислява писатели, които имат връзка с „тесния кръг“, като Райнер Мария Рилке, Франц Верфел, Густав Майринк или Хуго Бергман.
По времето на Пражкия кръг Прага е епицентър на „Езиковия конфликт в Бохемия“ – борба за надмещие между немския и чешкия език в областта. Важен белег за членовете на Пражкия кръг е липсата у тях на всякаква немско-национална надменност.
Голяма част от членовете са от еврейски произход, мнозина владеят чешкия език и кръгът има живо общуване с чешки писатели, музиканти и художници.